# Fleca vella
Fleca vella és un edifici del municipi de Cardedeu (Vallès Oriental) protegida com a bé cultural d'interès local.

## Descripció
Edifici de planta rectangular, amb dues crugies paral·leles a la façana del carrer de Teresa Oller, compost de planta baixa, planta primera i golfa a la part davantera, i de planta baixa i una planta pis a la part posterior. La coberta és a dues vessants de teula aràbiga i terrat posterior. Escala d'un tram adossada a la mitgera. La façana principal està formada per dos paraments plans i ortogonals fent cantonada, remarcada per l'aresta de carreus de pedra granítica. El coronament està definit per una cornisa, amb dentellons ornamentats amb fulles d'acant, i un acroteri, de perfil recte a la façana del carrer de Teresa Oller i corb i trencat a la de la plaça. Té a la planta baixa les obertures allindades, amb els carreus ressaltats al brancal.
A la façana de la plaça, conjunt format per una finestra cega d'arc conopial trevolat i un balcó d'arc carpanell, els dos ornamentats. A la primera planta de la façana del carrer de Teresa Oller hi podem veure una finestra allindanada amb ampit de pedra ornamentat amb tres caps d'àngel i dues flors i una sanefa ondulada. Hi ha unes petites finestres de proporció vertical i d'arc escarser a la planta golfes. La façana posterior està sense compondre, amb finestrals de vidre i porta a la planta baixa i amb finestres petites a la planta primera.

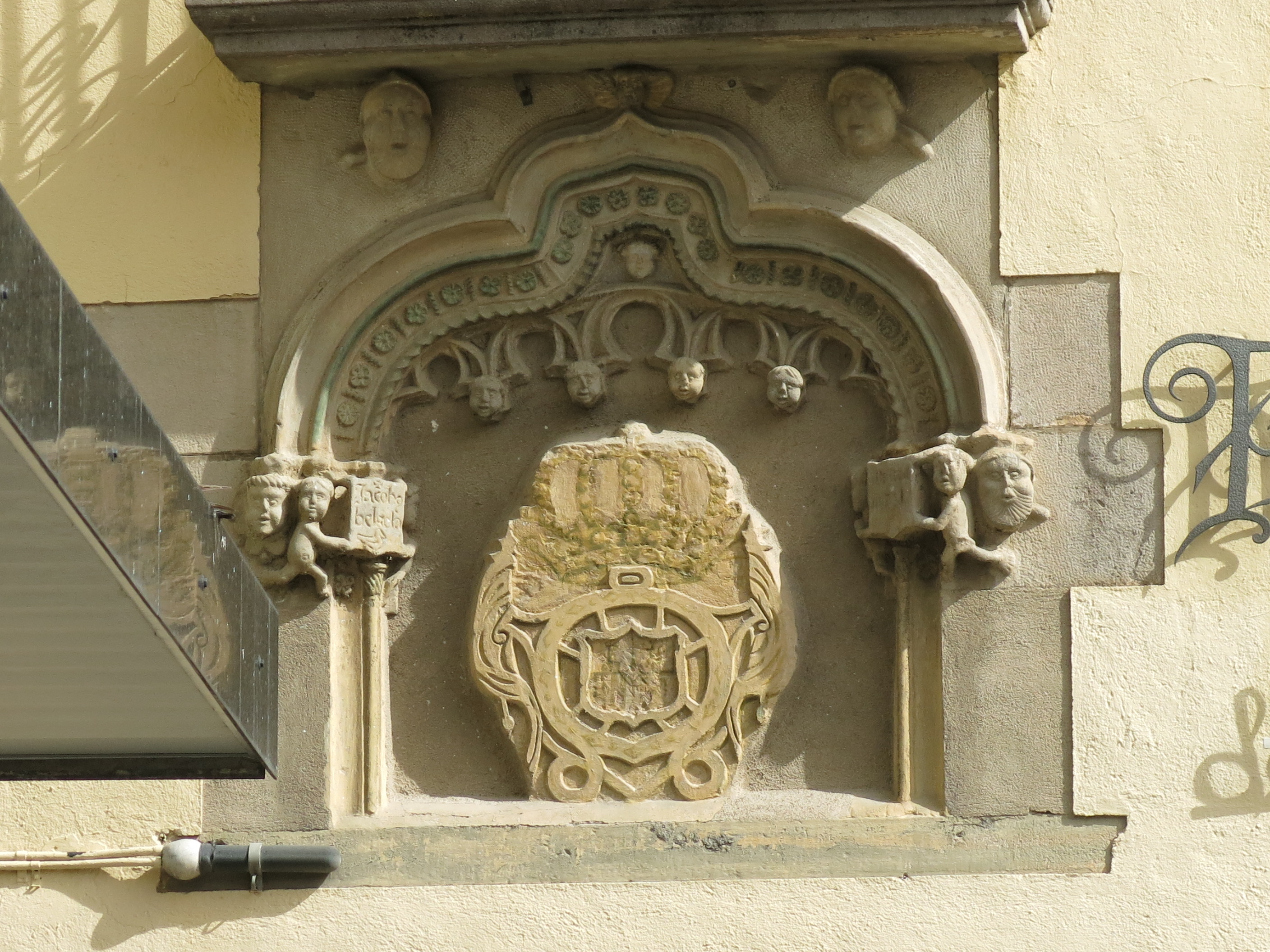
Finestra tapiada de la façana

La planta baixa està destinada a dependències industrials i comerç, la planta primera està destinada a habitatge i la planta golfa està en desús. Finestra d'arc conopial trevolat format per una motllura sense ornamentar, una motllura ornamentada amb flors i un fistó de quatre lòbuls que sostenen el cap de quatre infants. Coixins d'arrencada de l'arc ornamentats amb dos infants que sostenen un llibre obert, el de l'esquerra amb la silueta d'un ocell i la inscripció: Jacobus Bellsola, i el de la dreta amb la inscripció: me fecit 1550. Flanquejant l'arc, entre aquest i la llosa del balcó hi ha dos caps d'home i un cap d'àngel més petit al centre, al mig de la finestra (actualment està tapiada) hi ha adossat el relleu d'un escut reial de pedra. Balcó d'arc carpanell format per una motllura sense ornamentar i un fistó de cinc lòbuls que sostenen cada un el cap d'un infant, cal dir però que el del centre ha desaparegut. El coronament de l'arc està compost per un relleu humanitzat d'un sol envoltat de raigs.

## Història
És un dels edificis més antics de Cardedeu i el podem ubicar al centre d'aquesta vila. De la construcció original només es coneix el nom del propietari, Jacobus Bellsolà, de qui no tenim cap dada, i per tant, no és possible relacionar de manera documental, tot i que els noms coincideixen, amb la família propietaria del Mas Bellsolà, construït també en la mateixa època (1587). De qui si tenim notícies és del promotor de la reforma de la façana de la Fleca Vella, redactat per Narcís Mundet Farreras, mestre d'obres, el 1885: Pere Sabatés, flequer de Cardedeu, va ser el primer elaborador dels típics borregos cardedeuencs i l'any 1878 va ser nomenat proveïdor de la casa reial; segurament per aquest motiu va fer instal·lar l'escut reial a la finestra el qual va ser destrossat el 1939. El 1898 la Fleca Vella es va traspassar a J. Juvany continuant com a forn de pa com llavors. També és coneguda com a Can Puig i Can Nissos.
L'any 1550 és la data més antiga que es troba avui en dia gravada a les pedres de la vila. L'edifici està situat al bell mig del centre originari de la població, on hi havia la pl. Vella que, juntament amb la pl. del "Llovins", fou substituïda per l'actual pl. Clavé. Era la cruïlla entre els camins de Granollers a Sant Celoni i el camí de Cànoves a Mataró. Balvey creia que en aquest indret, mil anys enrere ja hi havia un hostal i estables pel bestiar. Existeixen altres finestres d'aquest estil a Cardedeu i els seus verals, però cap datada al s. XVI i no són tan carregades de motius ornamentals i iconogràfics. El context històric del segle xvi a Cardedeu és de gran expansió demogràfica i econòmica, ja que es produïen moltes vendes i compres de terres, existia gran preocupació pels recs, i es formà una confraria de paraires, etc.